# 2018 LA
2018 LA 또는 ZLAF9B2은 2018년 6월 2일 남아프리카 공화국과 보츠와나 국경 지점에 충돌한 직경 약 2.6~3.8m 가량의 아폴로 소행성군 근지구 소행성이다. 이 소행성은 지구에 충돌하기 불과 8시간 전 마운트 렘몬 탐사대가 발견하였으며 1시간 30분 가량의 관측에 기초하여 지구에 추락할 확률이 85%이며, 대략 호주와 마다가스카르 사이에 충돌할 것이라고 추정했다. 1시간 후 미국 유성 학회에 보츠와나에서 매우 밝은 화구(fireball)을 관측했다는 보고가 들어왔다. 충돌 후 소행성 지상충돌 최종 경보 시스템(ATLAS)에서는 2시간의 관측 후 소행성이 지구를 스쳐가는 경로를 따라가다 화구를 관측한 곳 인근에서 지구에 충돌했다는 것을 확인했다는 보고를 발표하였다. 이 유성체의 충돌 사전 진화 예비 분석에서는 동적 집단의 일부일 수 있다고 결론을 내렸다.

## 관측
2018년 6월 2일 UTC 08:22(현지 시각 01:22) 경, 마운트 렘몬 관측팀은 배경별을 뒤로 두고 매우 빠른 속도로 움직이는 겉보기등급 대략 18 정도의 소행성을 관측하였다. 15분간의 관측 결과를 소행성체 센터에 제출하였고, 그 후 1시간 동안 관측을 더 계속하여 1시간 17분의 관측호가 나왔다. 관측 결과 곧 충돌 예상 소행성으로 분류(JET 프로그램 시뮬 결과 30% 정도, 빌 그레이 계산 결과 82%)되었으며, 발견 관측으로부터 불과 7분 전에 사전발견(precovery)가 있었음이 밝혀지면서 소행성 소실까지 불과 85분간의 관측호가 있었다.

## 대기 진입 및 ATLAS 관측

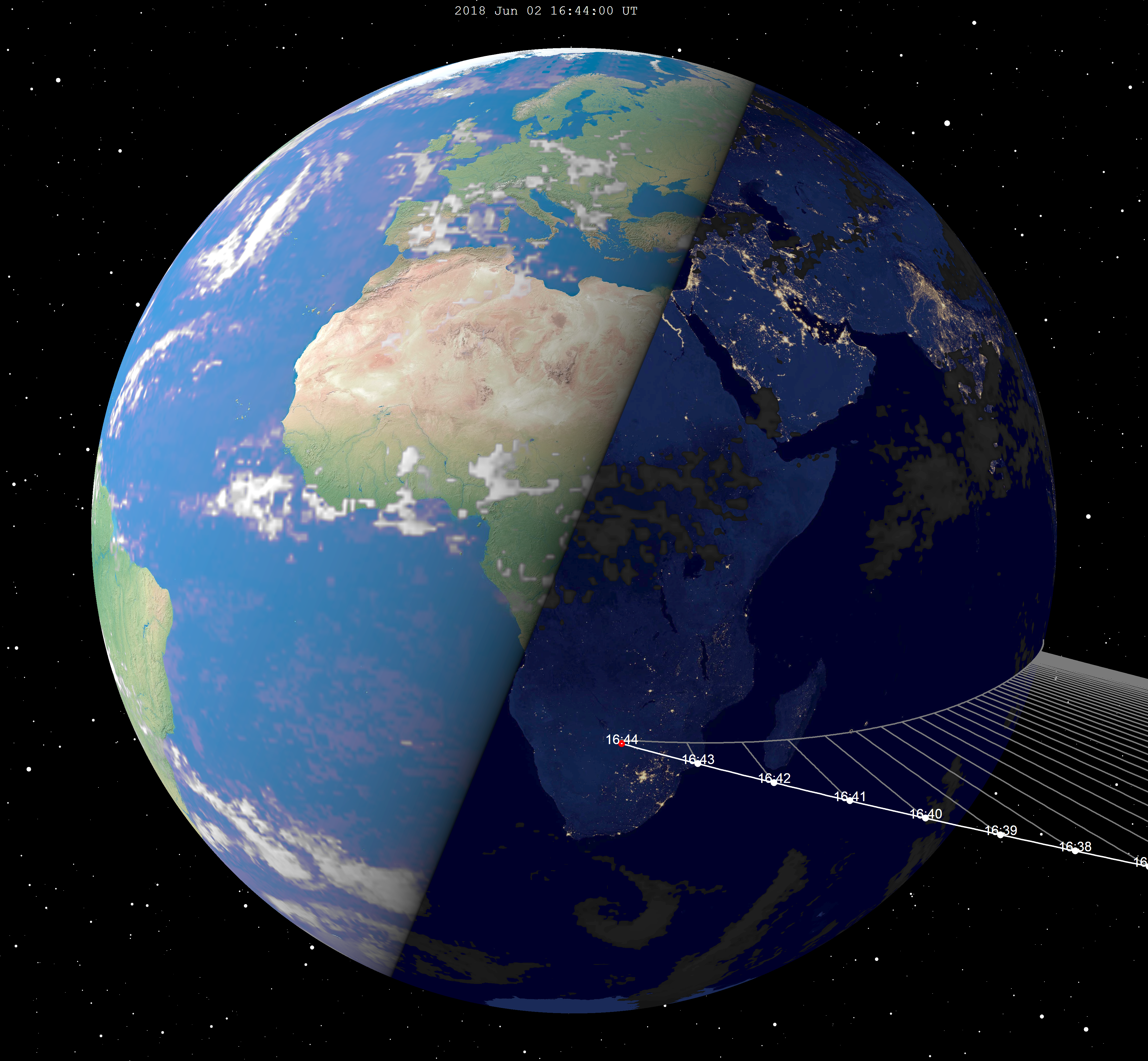
JPL이 예측한 최종 궤도와 시간대

2016년 6월 2일부터 2018년 6월 2일까지 2018 LA의 궤도 모형.
2018 LA·
금성·
지구·
화성

몇 시간 후인 16:44 UTC, 보츠와나 남부에서 매우 밝은 화구가 관측되기 시작했다는 소식이 전해졌다. 초기 관측으로 얻어진 결과값에 따라 예측된 지역보다는 더 서쪽에 있었으나 관측점 한 곳에만 있었음에도 불구하고 시간대와 위치는 거의 비슷했다.
소행성이 단순히 지구로 접근해 오는 것이 아니라 실제 지구 대기권 안으로 들어온다는 것이 확인되자 소행성 지상충돌 최종 경보 시스템(ATLAS) 2기가 같은 날 밤에 도착하여 관측호를 85분에서 3시간 47분으로 크게 늘였고 궤도 매개 변수 관측 값을 정밀하게 얻었다. 4시간의 관측호로 오차 구간이 확연히 줄어들었으며 소행성이 확실히 지구에 영향을 줄 것이라는 것이 확인되었고 지상 관측 결과에서는 나미비아 지역에 영향을 줄 것으로 계산되었다. 이것은 화구 보고서와 일치했다.
이후 남아프리카 공화국 불가청음 I47 기지에서도 화구가 관측되었으며 그 무게는 대략 0.47kt으로 추산되었다. 소행성의 지름은 수 m이며, 대략 17km/s의 속도로 낙하하고 있었다. 속도-에너지 관계에 비추어 소행성의 지름은 대략 2.6-3.2m로 추산되었다.
직경이 수m밖에 되지 않는 소행성은 너무 작아서 햇빛을 제대로 반사할 수 없기 때문에 관측하기 매우 어렵다. 예를 들어 2018년 5월 24일에는 이 소행성이 지구로부터 0.069 AU(대략 1,032만 km) 정도 떨어져 있었는데도 겉보기 등급이 25.5등급으로 현대 주요 천문 관측 기관이 30초 스냅샷을 사용하여 관측할 수 있는 최소 등급의 천체보다도 더 어둡다.

## 파편 수집
과학자들은 날씨가 나빠지기 전에 스트룬 지역(Strewn field)에 비산된 운석 잔해들을 찾아 나섰다. 운석 조각들은 종말속도에서 점점 감속되면서 빛을 잃고 날아간다. 파편의 속도가 대략 2-4km/s 이하로 떨어지면 빛을 잃는다. 큰 조각일수록 더 아래쪽으로 떨어진다.
2018 LA의 잔해가 2008 TC3 당시와 비슷한 비율로 남았다고 가정하면, 수 kg의 운석이 땅에 떨어져 발견될 것으로 추정되었다. 2018 LA의 질량은 2008 TC3의 약 40% 정도이다.
소행성이 지구 대기권으로 들어간 지 3주 후인 6월 23일에 과학자들이 첫 운석 조각을 확보했다. 이에 대한 물리적 특성은 연구 중이다.

## 같이 보기
- 2013년 첼랴빈스크 운석 낙하
- 충돌 사건
- 2018년 지구 근접 소행성 목록
- 1930년 쿠루차강 사건
- 시호테알린 운석
- 퉁구스카 폭발사건
- 소행성 충돌 예측
- 2008 TC3 - 충돌 전 발견된 최초의 소행성
- 2014 AA - 충돌 전 발견된 두 번째 소행성
- 벨라 사건
- WT1190F - 2015년 지구 대기권으로 재진입한 우주 쓰래기